# 花柳珊瑚科
花柳珊瑚科(學名:Anthogorgiidae)是軟珊瑚目底下的一個科。它主要分布於熱帶印度洋-太平洋海域的淺層至中深水域。特徵是都有珊瑚內部中空的，且共骨骼的厚度比較粗。
珊瑚體都是豎立起的，並會形成樹枝狀或扇狀是扁而平的。珊瑚是夜行性的，且觸手是不可伸縮的，珊瑚有兩種形狀，一個是長而圓柱形的，另一種是小而半圓形會均勻分佈在枝條表面。
珊瑚觸手的骨針是鈍狀的，有巨大的瘤。共骨骼的骨針與珊瑚觸手的骨針長相類似，還會橢圓形的。骨針可能會有顏色。

## 下級分類
- 花柳珊瑚屬 Anthogorgia Verrill, 1868
- 紅尖珊瑚屬 Muricella Verrill, 1869

花柳珊瑚屬和紅尖珊瑚屬是很相近的屬，起初是以大小、不可伸縮的珊瑚蟲形狀以及在共骨骼裡的骨針大小作為判斷依據。不過兩屬都的資料都寥寥無幾，因為會跟星柳珊瑚屬(Astrogorgia)和棘紅尖珊瑚屬(Acanthomuricea)的物種搞混。